# G-20 (programa de televisión)
G-20 fue un programa de Telecinco y producido por La fábrica de la tele, emitido desde el 2 de septiembre hasta el 20 de diciembre de 2009. Su presentador y creador fue Risto Mejide y fue un Ranking show.

## Formato
En cada programa daban una lista con veinte personas famosas donde los criticaban, en tono humorístico y con derecho a réplica gracias a un equipo de reporteros que preguntaba a los aludidos. Políticos, personajes del corazón e incluso compañeros de cadena podían estar en la diana. Risto criticaba a 4 o 5 personas; el resto los criticaba una voz en off. Al principio duraba 40 minutos, y más tarde unos 25 minutos. El 30 de septiembre de 2009 Risto discutió con Telecinco por no cumplir el contrato establecido, acusando a la cadena de censura. En la página web del «G-20» estaba el «G-20 pirata», que era una lista que hacía cada semana Telecinco.es. En ella mostraban veinte personas y los internautas votaban para decidir el orden.
Mientras Telecinco les concedió la mitad del tiempo, el programa pasó a llamarse «G-10», y era igual que el «G-20» pero con solo 10 personas.

## Días de emisión
En un principio iba a ser de lunes a jueves, pero como los jueves se empezó a emitir las galas de la decimoprimera edición Gran Hermano pasó a los lunes, martes y miércoles. La semana del 12 al 18 de septiembre G-20 cambió de horario, lunes y martes a las 21:50 a 22:20 y el miércoles de 23:30 a 00:30. Después pasó a los domingos porque quitaron Fibrilando y quedó los domingos, lunes y martes. El 20 de diciembre fue de vacaciones, pero el programa nunca regresó, acabando definitivamente.

## Audiencias
| Temporada | Temporada | Episodios | Estreno                 | Final                   | Audiencia media | Audiencia media | Audiencia media |
| Temporada | Temporada | Episodios | Estreno                 | Final                   | Espectadores    | Cuota           |                 |
| --------- | --------- | --------- | ----------------------- | ----------------------- | --------------- | --------------- | --------------- |
|           | 1         | 47        | 2 de septiembre de 2009 | 20 de diciembre de 2009 | 2 355 000       | 12,4%           |                 |

### Primera temporada (2009)
| Programas emitidos | Programas emitidos | Programas emitidos       | Programas emitidos | Programas emitidos |
| N.º (serie)        | N.º (temp.)        | Fecha de emisión         | Audiencia          |                    |
| ------------------ | ------------------ | ------------------------ | ------------------ | ------------------ |
| 1                  | 1                  | 2 de septiembre de 2009  | 3 168 000 (21,9%)  |                    |
| 2                  | 2                  | 3 de septiembre de 2009  | 2 522 000 (17,7%)  |                    |
| 3                  | 3                  | 7 de septiembre de 2009  | 2 440 000 (16,3%)  |                    |
| 4                  | 4                  | 8 de septiembre de 2009  | 2 754 000 (18,7%)  |                    |
| 5                  | 5                  | 9 de septiembre de 2009  | 2 523 000 (15,9%)  |                    |
| 6                  | 6                  | 14 de septiembre de 2009 | 3 071 000 (17,5%)  |                    |
| 7                  | 7                  | 15 de septiembre de 2009 | 2 035 000 (11,3%)  |                    |
| 8                  | 8                  | 16 de septiembre de 2009 | 2 036 000 (10,5%)  |                    |
| 9                  | 9                  | 21 de septiembre de 2009 | 2 810 000 (15,4%)  |                    |
| 10                 | 10                 | 22 de septiembre de 2009 | 2 606 000 (14,5%)  |                    |
| 11                 | 11                 | 23 de septiembre de 2009 | 2 837 000 (15,9%)  |                    |
| 12                 | 12                 | 28 de septiembre de 2009 | 2 954 000 (15,5%)  |                    |
| 13                 | 13                 | 29 de septiembre de 2009 | 2 018 000 (10,3%)  |                    |
| 14                 | 14                 | 30 de septiembre de 2009 | 2 158 000 (11,1%)  |                    |
| 15                 | 15                 | 5 de octubre de 2009     | 2 936 000 (15,3%)  |                    |
| 16                 | 16                 | 6 de octubre de 2009     | 2 037 000 (11,2%)  |                    |
| 17                 | 17                 | 7 de octubre de 2009     | 2 361 000 (13,0%)  |                    |
| 18                 | 18                 | 12 de octubre de 2009    | 2 507 000 (13,5%)  |                    |
| 19                 | 19                 | 13 de octubre de 2009    | 2 317 000 (12,1%)  |                    |
| 20                 | 20                 | 14 de octubre de 2009    | 1 452 000 (11,3%)  |                    |
| 21                 | 21                 | 19 de octubre de 2009    | 2 716 000 (13,8%)  |                    |
| 22                 | 22                 | 20 de octubre de 2009    | 1 974 000 (10,0%)  |                    |
| 23                 | 23                 | 21 de octubre de 2009    | 1 451 000 (7,2%)   |                    |
| 24                 | 24                 | 26 de octubre de 2009    | 2 697 000 (13,6%)  |                    |
| 25                 | 25                 | 27 de octubre de 2009    | 2 865 000 (14,4%)  |                    |
| 26                 | 26                 | 28 de octubre de 2009    | 2 017 000 (10,2%)  |                    |
| 27                 | 27                 | 2 de noviembre de 2009   | 2 638 000 (13,0%)  |                    |
| 28                 | 28                 | 3 de noviembre de 2009   | 1 615 000 (7,6%)   |                    |
| 29                 | 29                 | 4 de noviembre de 2009   | 1 926 000 (9,9%)   |                    |
| 30                 | 30                 | 9 de noviembre de 2009   | 2 538 000 (12,3%)  |                    |
| 31                 | 31                 | 10 de noviembre de 2009  | 2 353 000 (11,7%)  |                    |
| 32                 | 32                 | 15 de noviembre de 2009  | 2 918 000 (14,4%)  |                    |
| 33                 | 33                 | 16 de noviembre de 2009  | 2 321 000 (11,4%)  |                    |
| 34                 | 34                 | 17 de noviembre de 2009  | 2 432 000 (12,0%)  |                    |
| 35                 | 35                 | 22 de noviembre de 2009  | 2 780 000 (13,8%)  |                    |
| 36                 | 36                 | 23 de noviembre de 2009  | 2 355 000 (11,5%)  |                    |
| 37                 | 37                 | 24 de noviembre de 2009  | 1 566 000 (7,4%)   |                    |
| 38                 | 38                 | 29 de noviembre de 2009  | 2 326 000 (11,5%)  |                    |
| 39                 | 39                 | 30 de noviembre de 2009  | 2 369 000 (11,6%)  |                    |
| 40                 | 40                 | 1 de diciembre de 2009   | 2 394 000 (12,0%)  |                    |
| 41                 | 41                 | 6 de diciembre de 2009   | 1 904 000 (11,2%)  |                    |
| 42                 | 42                 | 7 de diciembre de 2009   | 1 857 000 (10,7%)  |                    |
| 43                 | 43                 | 8 de diciembre de 2009   | 1 628 000 (7,7%)   |                    |
| 44                 | 44                 | 13 de diciembre de 2009  | 2 391 000 (11,6%)  |                    |
| 45                 | 45                 | 14 de diciembre de 2009  | 2 399 000 (11,3%)  |                    |
| 46                 | 46                 | 15 de diciembre de 2009  | 2 341 000 (11,6%)  |                    |
| 47                 | 47                 | 20 de diciembre de 2009  | 2 395 000 (11,9%)  |                    |